# Велика Василівка
Вели́ка Васи́лівка — село Любашівської селищної громади Подільського району Одеської області України. Населення становить 131 осіб.

## Історія
Під час організованого радянською владою Голодомору 1932—1933 років померло щонайменше 17 жителів села.
Колишній орган місцевого самоврядування — Маловасилівська сільська рада.
12 червня 2020 року, відповідно до Розпорядження Кабінету Міністрів України від № 724-р «Про визначення адміністративних центрів та затвердження територій територіальних громад Одеської області», увійшло до складу Любашівської селищної громади.
19 липня 2020 року, в результаті адміністративно-територіальної реформи і ліквідації Любашівського району, село увійшло до складу новоутвореного Подільського району.

## Населення
Згідно з переписом УРСР 1989 року чисельність наявного населення села становила 162 особи, з яких 68 чоловіків та 94 жінки.
За переписом населення України 2001 року в селі мешкала 131 особа.

### Мова
Розподіл населення за рідною мовою за даними перепису 2001 року:
| Мова       | Відсоток |
| ---------- | -------- |
| українська | 97,71 %  |
| російська  | 1,53 %   |
| румунська  | 0,76 %   |

## Проект символіки

### Герб
Проєкт  герба виконав Андрій Богданович Гречило, голова Українського геральдичного товариства, історик, фахівець у галузі спеціальних історичних дисциплін, зокрема геральдики, вексилології та сфрагістики. Доктор історичних наук. Герб: у золотому полі синій лівий перев'яз, на якому спрямована вістрям вгору золота стріла, вгорі — червона голова бика, внизу — синя квітка волошки.

### Прапор
Прапор: квадратне жовте полотнище, на ньому з нижнього кута від древка до верхнього з вільного краю йде синя смуга завширшки в 3/10 діагоналі, на якій спрямована вістрям вгору жовта стріла, у верхньому куті від древка — червона голова бика, у нижньому з вільного краю — синя квітка волошки. Синя смуга уособлює річку Тилігул, яка протікає через село. Стріла є символом козацьких традицій. Бик означає розвинуте скотарство, квітка волошки — багату природу, золоте поле (на прапорі жовте) — хліборобство та щедрі землі Степової України. Герб, згідно з правилами сучасного українського місцевого герботворення, вписано у декоративний картуш та увінчано золотою сільською короною, що вказує на статус населеного пункта. Прапор має нормативну квадратну форму і його побудовано на основі символіки герба.